# 靖樂公主
靖乐公主（?—?），唐朝公主，又作静乐公主，是中国唐朝第十五代皇帝唐武宗李炎的第五女。她的生母不详，史书仅仅记载了唐武宗会昌五年（845年）四月，她获封号静乐公主，和延庆公主一起获封。没有关于静乐公主是否婚嫁的记载。唐懿宗咸通年间，静乐公主去世。